# The Factory (club)
Para el estudio de arte de Andy Warhol, ver The Factory.
The Factory (también llamado The Russell Club) fue un club nocturno ubicado en Hulme, Mánchester, Inglaterra, y fundado en 1978 por Tony Wilson, Alan Erasmus y Alan Wise. Destacó por ser escenario de presentaciones en vivo de distintas bandas new wave de Mánchester y el resto del Reino Unido. Aunque duró poco, tuvo un papel fundamental en la escena musical de Mánchester de finales de la década de 1970, dando paso también de la fundación del sello homónimo Factory Records, y posteriormente también al club The Haçienda.

## Historia
El club fue fundado por el Tony Wilson, periodista de la cadena televisiva Granada TV, quien habiendo sido testigo de la ola punk que surgía en Mánchester, gracias al concierto de Sex Pistols en el Lesser Free Trade Hall a comienzos de 1976, decidió establecer un lugar de diversión donde tocaran las bandas locales, tras el cierre del club The Electric Circus, lugar muy concurrido por estas agrupaciones y el público. Wilson, en compañía de su amigo el actor Alan Erasmus y Alan Wise, fundó el lugar en mayo de 1978. El lugar se estableció en The Russell Club, por cuyo nombre también siguió siendo conocido el local, ubicado en la calle Royce, en Hulme, en la parte sur de la ciudad de Mánchester. Se especulaba que el nombre "Factory" era un tributo a The Factory, el famoso estudio artístico de Andy Warhol, pero en realidad a Erasmus se le había ocurrido después de ver una firma que decía Factory Warehouse Sale, sugiriéndolo porque era un buen nombre.
En este lugar se presentaron bandas locales como Joy Division, The Durutti Column, Ludus, The Fall, y de otros lugares del Reino Unido como Ultravox, Public Image Ltd., entre otros. Otros: Fireplace, Swell Maps, Simple Minds, The Human League, The Drones, The Lurkers, The Mekons, Wire, The Tourists, The Only Ones, etc.
Para 1980, The Factory como club había cerrado, y solo quedaba como sello discográfico. Los mismos fundadores y responsables de The Factory establecerían algún tiempo después The Haçienda, que perduraría e influiría por más tiempo en la escena musical de Mánchester.